# Никол Бросар
Никол Бросар (енгл. Nicole Brossard; рођена 27. новембра 1943) водећа је франкоканадска формалистичка песникиња и прозни писац.

## Живот и посао
Прву збирку песама, Aube à la saison, објавила је 1965. Збирку L'Echo bouge означава прекид у развитку њене поезије која је укључивала отворено и активно учешће у бројним културним догађајима. Године 1975. учествовала је на састанку писаца жена, што означава почетак њене феминистичке борбе и писање субјективистичке поезије.
У њеном писању постоје две основе, обе су естетске и политичке. Прва је модернизам и авангардизам, а друга сензуално и активно писање које показује посвећеност феминистичкој свести.
Бросарова је основала феминистички лист Les têtes de pioches и написала комад Le nef des sorcières. Године 1982. основала је издавачку кућу L'Intégrale éditrice.
Све њене објављене књиге могу се наћи у Bibliothèque et Archives nationales du Québec у Монтреалу.

## Дела
- — 1965.
- — 1966.
- — 1968.
- — 1970.
- — 1970.
- — 1974.
- — 1975.
- — (1973) 1977.
- — 1977.
- — (1974) 1979.
- — 1980.
- — 1980.
- — 1984.
- — 1984.
- — 1985.
- — 1985.
- — 1987.
- — 1988.
- — 1989.
- — 1989.
- — 1992.
- — 1992.
- — 1995.
- — 1997.
- — 1999.
- — 1999.
- — 2001.
- — 2003.

Преводи на енглеском
- — 1983; превела Барбара Годар
- — 1997.
- — 2005.
- — 2005.
- — 2006.
- — 2006.
- — 2006.
- — 2007.
- — 2009.
- — 2010.
- — 2013.